# Tisem
Tisem är en ort i Tjeckien.   Den ligger i regionen Mellersta Böhmen, i den centrala delen av landet, 40 km söder om huvudstaden Prag. Tisem ligger 348 meter över havet och antalet invånare är 193.
Terrängen runt Tisem är huvudsakligen platt, men åt sydost är den kuperad. Runt Tisem är det ganska tätbefolkat, med 65 invånare per kvadratkilometer. Närmaste större samhälle är Benešov, 6,4 km nordost om Tisem. Omgivningarna runt Tisem är en mosaik av jordbruksmark och naturlig växtlighet.